# پالائو دی لس آرتس رینا سوفیا
پالائو دی لس آرتس رینا سوفیا (به انگلیسی: Palau de les Arts Reina Sofía) به‌عنوان «کاخ هنرهای ملکه سوفیا» شناخته می‌شود یک تالار اپرا و مرکز هنرهای نمایشی و شهری است که توسط سانتیاگو کالاتراوا در انتهای شمال غربی شهر هنرها و علوم در والنسیا، اسپانیا طراحی شده است. این بنا در ۸ اکتبر ۲۰۰۵ افتتاح شد. اولین اجرای اپرای آن در ۲۵ اکتبر ۲۰۰۶ فیدلیو از بتهوون بود. تنور و رهبر ارکستر پلاسیدو دومینگو از زمان تأسیس پالائو رابطه ویژه‌ای با پالائو داشته است و یک برنامه آموزشی برای خوانندگان جوان در آنجا ایجاد کرده است.